# 1932年夏季奥林匹克运动会自行车比赛
1932年夏季奥林匹克运动会自行车比赛在洛杉矶举行。

## 奖牌榜

### 公路
| Event                          | 金牌                                                              | 银牌                                                      | 铜牌                                                        |
| Road race, Individual （詳細） | 阿蒂利奥·帕韦西 · 意大利（ITA）                                   | 古列尔莫·塞加托 · 意大利（ITA）                           | 伯恩哈德·布里茨 · 瑞典（SWE）                               |
| Road race, Team （詳細）       | 意大利（ITA） · 朱塞佩·奥尔莫 · 阿蒂利奥·帕韦西 · 古列尔莫·塞加托 | 丹麦（DEN） · Henry Hansen · Leo Nielsen · Frode Sørensen | 瑞典（SWE） · 阿尔内·贝里 · 伯恩哈德·布里茨 · 斯文·赫格隆德 |

### 场地
| Event                      | 金牌                                                                              | 银牌                                                                      | 铜牌                                                                      |
| Pursuit, team （詳細）     | 意大利（ITA） · 保罗·佩德雷蒂 · 尼诺·博尔萨里 · 马尔科·奇马蒂 · 阿尔贝托·吉拉尔迪 | 法国（FRA） · 亨利·穆耶法里纳 · 保罗·肖克 · 阿梅代·富尼耶 · René Legrèves | 英国（GBR） · 弗兰克·索撒尔 · 威廉·哈维尔 · 查尔斯·霍兰 · 欧内斯特·约翰逊 |
| Sprint （詳細）            | Jacobus van Egmond · 荷兰（NED）                                                  | 路易·沙约 · 法国（FRA）                                                   | 布鲁诺·佩利扎里 · 意大利（ITA）                                           |
| Tandem （詳細）            | 路易·沙约 · and 莫里斯·佩兰 · 法国（FRA）                                         | 欧内斯特·钱伯斯 · and 斯坦利·钱伯斯 · 英国（GBR）                         | Harald Christensen · and Willy Gervin · 丹麦（DEN）                       |
| 1000 m time trial （詳細） | 邓克·格雷 · （AUS）                                                               | Jacobus van Egmond · 荷兰（NED）                                          | Charles Rampelberg · 法国（FRA）                                          |

## 参赛国家
| - （1） - 加拿大（7） - 丹麦（6） - 法国（8） - 英国（7） - 德国（4） - 匈牙利（1） |  | - 意大利（10） - 墨西哥（3） - 荷兰（2） - 新西兰（1） - 瑞典（4） - 美国（12） |

## 各国奖牌榜
| 排名 | 国家／地区    | 金牌 | 银牌 | 铜牌 | 總數 |
| ---- | ------------- | ---- | ---- | ---- | ---- |
| 1    | 意大利（ITA） | 3    | 1    | 1    | 5    |
| 2    | 法国（FRA）   | 1    | 2    | 1    | 4    |
| 3    | 荷兰（NED）   | 1    | 1    | 0    | 2    |
| 4    | （AUS）       | 1    | 0    | 0    | 1    |
| 5    | 丹麦（DEN）   | 0    | 1    | 1    | 2    |
| 5    | 英国（GBR）   | 0    | 1    | 1    | 2    |
| 7    | 瑞典（SWE）   | 0    | 0    | 2    | 2    |